# Paul Peter Ewald
Paul Peter Ewald, född 23 januari 1888 i Berlin, död 22 augusti 1985 i Ithaca, New York, var en tysk fysiker.
Från 1922 var Ewald ordinarie professor i Stuttgart och medutgivare av Zeitschrift für Kristallographie. Han var verksam inom den teoretiska fysiken och särskilt behandlat sambandet mellan Röntgenstrålar och kristallstruktur. Bland hans skrifter märks Kristalle und Röntgenstrahlen (1923), Aufbau der festen Materie und seine Erforschung durch Röntgenstrahlen (1927).